# Jacques Goutière
Jacques Goutière, Jacques Gouthier, Jacobus Gutherius ou Iacobi Gutherii (1568-1638) est un jurisconsulte et historien français. On lui doit des ouvrages sur l'histoire du droit de la Rome antique.

## Biographie
Jacques Goutière naît en 1568 à Chaumont-en-Bassigny.
Il exerce le métier de jurisconsulte au parlement de Paris.
Il a publié des ouvrages sur le droit romain et sur son histoire. Son ouvrage De veteri jure pontificio urbis Romae, publié en 1612, est si bien reçu à Rome que le Sénat de cette ville lui accorde, pour lui et sa postérité, le titre de citoyen romain, ce qui sera confirmé par Louis XIII.
Il a publié également un ouvrage poétique, Rupella capta (op. cit. infra).
Après 40 ans d'exercice de son activité de jurisconsulte à Paris, il se retire à la campagne, probablement dans le voisinage de l'abbaye d'Hermières, peut-être sur le territoire de Favières, Neufmoutiers ou Pontcarré. Il est en effet inhumé à sa mort en 1638 dans l'abbatiale d'Hermières.
Il avait épousé une certaine Catherine L'Argentier, également inhumée dans l'abbatiale d'Hermières. L'abbé Lebeuf avait relevé sur sa tombe l'inscription latine Brittachium et avait supposé qu'elle pouvait peut-être correspondre à une maison dite La Bretêche, mentionnée comme voisine de l'abbaye d'Hermières dans la légende de maître Jean Poisle publiée en 1576.
Les tombes de Jacques Goutière et de sa femme ont aujourd'hui disparu, l'abbaye d'Hermières ayant été totalement détruite à la Révolution.

## Œuvres
- (la) De veteri jure pontificio urbis Romae, 1612[4]
- (la) Civis Nobilis et Patricii Romani De Ivre Manium, Sev De Ritu, More, et Legibus Prisci Funeris, Nicolai Buon, Paris, 1615
- (la) De iure manium, seu De ritu, more et legibus priscifuneris, 1615
- (la) Specula ad Jacobi Leschasserii observationem de ecclesiis suburbicariis, 1618
- (la) Tiresias seu de caecitatis et sapientiae cognitone, 1616
- (la) De officiis domus Augustae publicae et privatae, 1628
- (la) Rupella capta, sive de felici, Ludovici XIII. adv. Perduellos Haereticos expeditione (œuvre poétique dédicacée au cardinal de Richelieu), 1629